# Ingeniería electroquímica
La ingeniería electroquímica es la rama de la ingeniería química que se ocupa de las aplicaciones tecnológicas de los fenómenos electroquímicos, como la electrosíntesis de productos químicos, la electrodeposición y el refinado de metales, baterías de flujo y celdas de combustible, modificación de la superficie por electrodeposición, separaciones electroquímicas y corrosión. Esta disciplina es una superposición entre la electroquímica y la ingeniería química. 
Según la IUPAC, el término ingeniería electroquímica está reservado para procesos intensivos en electricidad para aplicaciones industriales o de almacenamiento de energía, y no debe confundirse con la electroquímica aplicada, que comprende baterías pequeñas, sensores amperométricos, dispositivos microfluídicos, microelectrodos, dispositivos de estado sólido, voltamperometría en los electrodos de disco, etc. 
Más del 6% de la electricidad es consumida por operaciones electroquímicas a gran escala en los Estados Unidos.

## Alcance

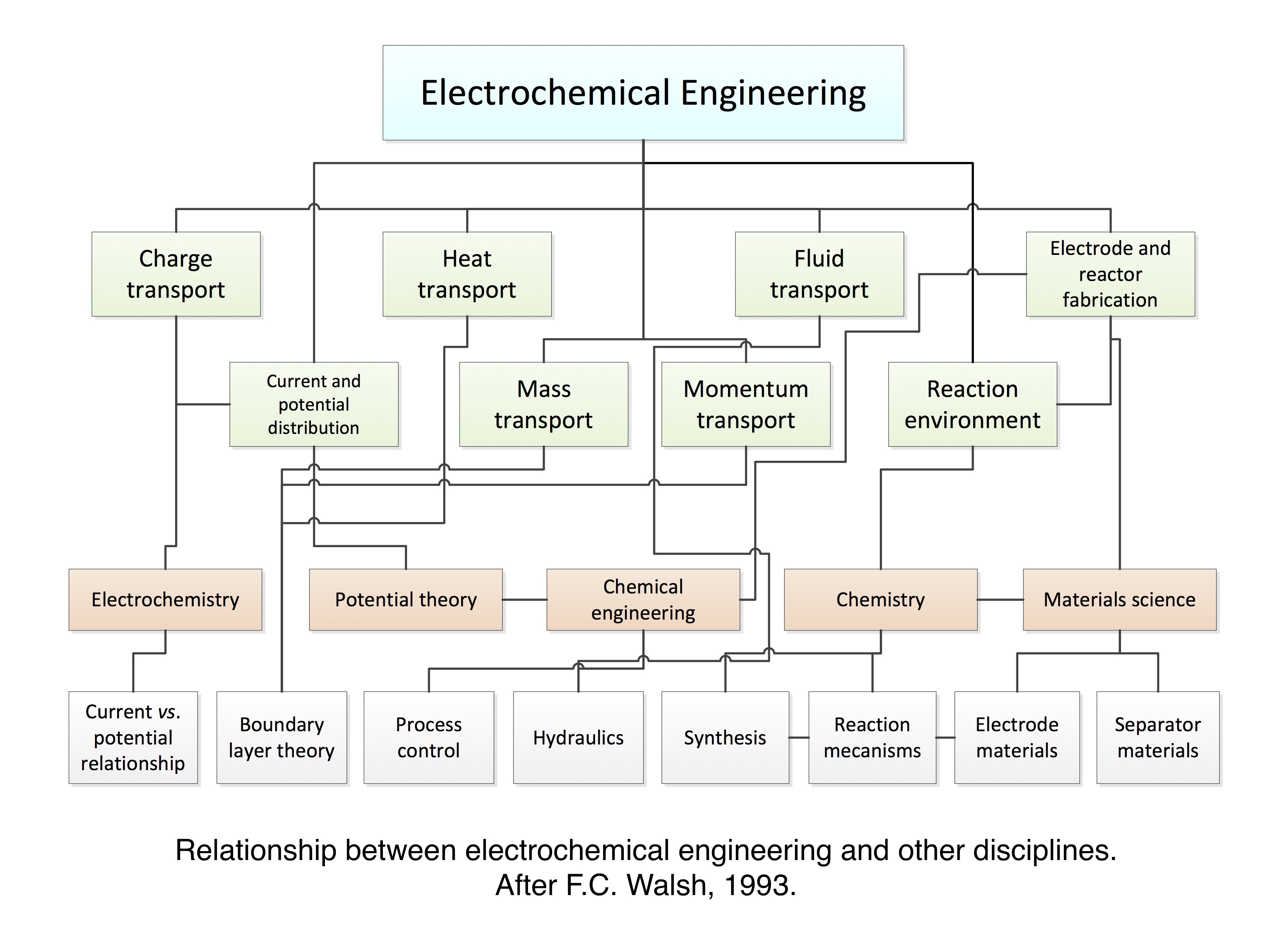
Este diagrama muestra la relación entre la ingeniería electroquímica y otras disciplinas.

La ingeniería electroquímica combina el estudio de la transferencia de carga heterogénea en las interfases de electrodos/electrolitos con el desarrollo de materiales y procesos prácticos. Las consideraciones fundamentales incluyen materiales de electrodos y la cinética de especies redox. El desarrollo de la tecnología implica el estudio de los reactores electroquímicos, su distribución potencial y actual, las condiciones de transporte de masa, la hidrodinámica, la geometría y los componentes, así como la cuantificación de su rendimiento general en términos de rendimiento de reacción, eficiencia de conversión y eficiencia energética. Los desarrollos industriales requieren más diseño de reactores y procesos, métodos de fabricación, pruebas y desarrollo de productos. 
La ingeniería electroquímica considera la distribución de corriente, el flujo de fluidos, la transferencia de masa y la cinética de las electro reacciones para diseñar reactores electroquímicos eficientes.
La mayoría de las operaciones electroquímicas se realizan en reactores de filtro prensa con electrodos de placa paralelos o, con menos frecuencia, en tanques agitados con electrodos de cilindro giratorio. La pila de combustible y las pilas de flujo son tipos de reactores de filtro prensa. La mayoría de ellos son operaciones continuas. 

## Historia

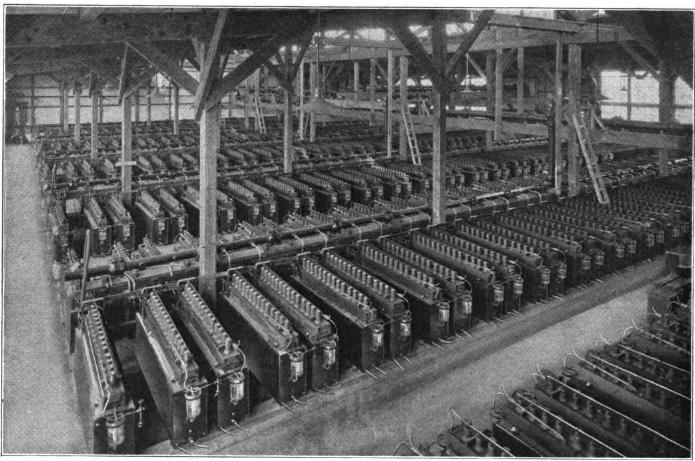
Cuarto de celdas de una planta de cloro-álcali, 1920

Esta rama de la ingeniería surgió gradualmente de la ingeniería química a medida que las fuentes de energía eléctrica estuvieron disponibles a mediados del siglo XIX. Michael Faraday describió sus leyes de electrólisis en 1833, relatando por primera vez la cantidad de carga eléctrica y la masa convertida. En 1886, Charles Martin Hall desarrolló un proceso electroquímico barato para la extracción de aluminio de su mineral en sales fundidas, constituyendo la primera industria electroquímica a gran escala. Más tarde, Hamilton Castner mejoró el proceso de fabricación de aluminio e ideó la electrólisis de salmuera en grandes celdas de mercurio para la producción de cloro y sosa cáustica, fundando efectivamente la industria del cloro-álcali con Karl Kellner en 1892. Al año siguiente, Paul L. Hulin patentó las células electroquímicas de filtro prensa en Francia. Charles Frederick Burgess desarrolló el refinado electrolítico del hierro ca. 1904 y más tarde dirigió una exitosa compañía de baterías. Burgess publicó uno de los primeros textos sobre el terreno en 1920. Durante las primeras tres décadas del siglo XX, la electroquímica industrial siguió un enfoque empírico.
Después de la Segunda Guerra Mundial, el interés se centró en los fundamentos de las reacciones electroquímicas. Entre otros desarrollos, el potenciostato (1937) permitió tales estudios. El trabajo de Carl Wagner y Veniamin Levich en 1962 proporcionó un avance crítico que vinculó la hidrodinámica de un electrolito que fluye hacia un electrodo de disco giratorio con el control de transporte de masa de la reacción electroquímica a través de un riguroso tratamiento matemático. El mismo año, Wagner describió por primera vez "El alcance de la ingeniería electroquímica" como una disciplina separada desde una perspectiva fisicoquímica. Durante los años 60 y 70 Charles W. Tobias, considerado como el "padre de la ingeniería electroquímica" por la Sociedad Electroquímica, se preocupó por el transporte iónico por difusión, migración y convección, soluciones exactas de problemas de distribución de corriente y potencial, conductancia heterogénea. medios, descripción cuantitativa de procesos en electrodos porosos. También en los años 60, John Newman fue pionero en el estudio de muchas de las leyes fisicoquímicas que rigen los sistemas electroquímicos, demostrando cómo los procesos electroquímicos complejos pueden analizarse matemáticamente para formular y resolver correctamente los problemas asociados con baterías, celdas de combustible, electrolizadores y tecnologías relacionadas. En Suiza, Norbert Ibl contribuyó con estudios experimentales y teóricos de transferencia de masa y distribución de potencial en electrólisis, especialmente en electrodos porosos. Fumio Hine realizó desarrollos equivalentes en Japón. Varios individuos, incluidos Kuhn, Kreysa, Rousar, Fleischmann, Alkire, Coeuret, Pletcher y Walsh, establecieron muchos otros centros de capacitación y, con sus colegas, desarrollaron importantes métodos experimentales y teóricos de estudio. Actualmente, las tareas principales de la ingeniería electroquímica consisten en el desarrollo de tecnologías eficientes, seguras y sostenibles para la producción de productos químicos, tecnologías de recuperación, descontaminación y descontaminación de metales, así como el diseño de celdas de combustible, baterías de flujo y reactores electroquímicos industriales. 
La historia de la ingeniería electroquímica ha sido resumida por Wendt, Lapicque, y Stankovic.

## Aplicaciones
La ingeniería electroquímica se aplica en la electrólisis industrial del agua, electrólisis, electrosíntesis, galvanoplastia, celdas de combustible, baterías de flujo, descontaminación de efluentes industriales, electrorefinación, electrodeposición, etc. El principal ejemplo de un proceso basado en electrólisis es el proceso de cloralkali para la producción de sosa cáustica y cloro. Otros productos químicos inorgánicos producidos por electrólisis incluyen: 
- Cloro
- Flúor
- Clorato de sodio
- Persulfato de amonio
- Persulfato de sodio
- Hipoclorito de sodio
- Permanganato de potasio
- Dicromato de potasio
- Peróxido de hidrógeno
- Ozono
- Dióxido de manganeso
- Nitrato de plata

## Convenciones
Los criterios de desempeño establecidos, las definiciones y la nomenclatura para la ingeniería electroquímica se pueden encontrar en Kreysa et al. y un informe IUPAC.

## Premios
- Medalla Castner
- Medalla Carl Wagner
- Premio Vittorio de Nora